# Bébé à la ferme
Bébé à la ferme o Bébé campagnard és una pel·lícula muda francesa dirigida per Louis Feuillade i estrenada el 1911.
Aquesta pel·lícula forma part de la sèrie Bébé.

## Repartiment
- René Dary : Bébé (com Clément Mary)
- Renée Carl : Madame Labèbe, la mama